# (50033) Perelman
(50033) Perelman ist ein Asteroid des Hauptgürtels, der am 3. Januar 2000 vom Schweizer Amateurastronomen Stefano Sposetti an seiner privaten Sternwarte Gnosca (IAU-Code 143) in Gnosca im Kanton Tessin entdeckt wurde.
Der Asteroid wurde am 6. Januar 2007 nach dem russischen Mathematiker Grigori Jakowlewitsch Perelman (* 1966) benannt, der im Jahre 2002 seinen Beweis der Poincaré-Vermutung veröffentlichte.